# توناي تورون
توناي تورون (مواليد 21 أبريل 1990 في همبورغ - ألمانيا) لاعب كرة قدم تركي يلعب حاليا لصالح نادي الدرجة الأولى نادي شتوتغارت الألماني منذ 2012 في مركز المهاجم .

## وصلات خارجية
- توناي تورون على موقع الاتحاد الدولي (مؤرشف)  (الإنجليزية)
- توناي تورون على موقع الاتحاد الأوربي (الإنجليزية)
- توناي تورون على موقع اتحاد تركيا (لاعب) (الإنجليزية)
- توناي تورون على موقع قاعدة بيانات كرة القدم.إي يو (الإنجليزية)
- توناي تورون على موقع بيانات كرة القدم. دي إي (الألمانية)
- توناي تورون على موقع ناشيونال فوتبول تيمز (الإنجليزية)
- توناي تورون على موقع Soccerway.com (الإنجليزية)
- توناي تورون على موقع عالم كرة القدم.نت (الإنجليزية)
- توناي تورون على موقع كووورة
- توناي تورون على موقع AS.com (الإسبانية)